# Römische Villa bei East Coker

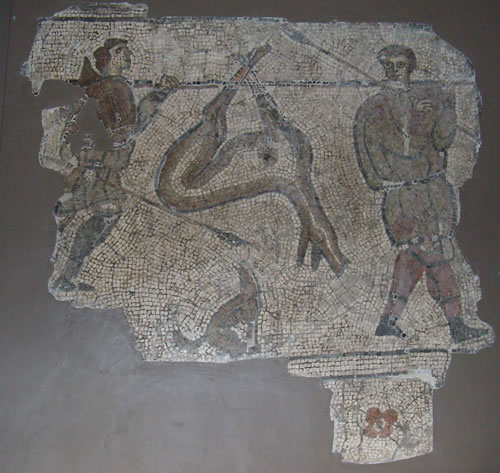
Das Mosaik mit zwei Jägern

Die Römische Villa bei East Coker ist eine ehemalige römische Villa zur Zeit der römischen Provinz Britannia prima auf dem Gebiet des heutigen East Coker, einer Gemeinde im Distrikt South Somerset, England.
Die Reste der römischen Villa wurden bereits 1753 gefunden. Der Bau enthielt Räume mit Hypokausten, die teilweise sogar mit Mosaiken dekoriert waren. Bei den ersten Ausgrabungen, die unzureichend dokumentiert wurden, fand sich ein geometrisches Mosaik. 1818 oder 1820 fanden weitere Ausgrabungen statt, bei denen ein figürliches Mosaik gefunden wurde. Es zeigt zwei Jäger, die gerade von der Jagd zurückkommen. Das Mosaik wurde beim Heben vom Fundplatz beschädigt. Das heute im Museum von Taunton zu sehende Mosaik ist teilweise restauriert. Es stammt vielleicht aus einer Werkstatt in Durnovaria (Dorchester), die als Durnovarian Group bekannt ist. Eine bei der Villa gefundene Statue des Gottes Mars gehörte vielleicht einst zum Hausschrein.
Die Villa gehört zu einer Reihe von reich ausgestatteten Villen in der Umgebung der römischen Stadt Lindinis (Ilchester).